# Scared Straight!
Scared Straight! ist ein US-amerikanischer Dokumentarfilm von 1978, er zeigt die dreistündige Begegnung einer Gruppe straffälliger Jugendlicher mit echten Häftlingen im Gefängnis. Die Jugendlichen werden von einer Gruppe Häftlinge beschimpft, angeschrien und eingeschüchtert, um ihnen „Angst einzujagen“ (englisch to „scare them strait“), damit sie das Gefängnisleben vermeiden.
Die Tagline des Fils ist „Scaring the crime out of kids isn't pretty...but it works“, zu dt. „Jugendliche vor Verbrechen abzuschrecken ist nicht schön...aber es funktioniert“. Und tatsächlich wurden in den USA die folgenden Jahrzehnte viele Scared Straight-Programme aufgelegt, obwohl es an Nachweisen zur Wirksamkeit mangelte. Zwei Jahre nach dem Film veröffentlichte Prof. James Finckenauer eine Studie, nach der die Maßnahme den gegenteiligen Effekt hat und die Rückfälligkeit sogar erhöht.

## Handlung
Der Film stellt das Scared Straight-Programm vor, mit dem straffällig gewordene Jugendlichen in den USA vor weiteren kriminellen Handlungen bewahrt werden sollen. In mehrstündigen Sitzungen werden die Jugendlichen, die zum ersten Mal für ihre Straftaten bestraft werden, mit Gefängnisinsassen, die als „Lebenslängliche“ bekannt sind, in Kontakt gebracht, die ihnen das Leben hinter Gittern vor Augen führen sollen.
In der Dokumentation sprechen die Teenager mit Mikie C., einem Urkundenfälscher und Drogendealer, dem Gang-Mitglied Jerom Watts, dem Brandstifter und Bombenleger Jon Shapiro, dem Sohn eines Mafia-Informanten, sowie dem 17-jährigen Autoknacker Jesus Rodriguez. Nach der Sitzung schwören alle Jugendliche, dass sie nie ins Gefängnis und ihre kriminelle „Karrieren“ beenden wollen.

## Auszeichnungen
Der Film wurde 1979 mit dem Oscar für den besten Dokumentarfilm ausgezeichnet. Ferner gewann der Film zwei Emmys: Arnold Shapiro als Produzent (Outstanding Informational Program) und Bob Niemack als Filmeditor (Outstanding Individual Achievement – Informational Program). Arnold Shapiro erhielt zudem eine Nominierung als Drehbuchautor.

## Produktion
Der Sprecher des Films ist Peter Falk, bekannt als Columbo. Der Film wurde im Rahway Gefängnis in New Jersey gedreht.
Als er 1978 unzensiert im amerikanischen Fernsehen ausgestrahlt wurde, war er der erste Film, bei dem absichtlich Begriffe wie „shit“ und „fuck“ nicht geschnitten wurden.
1980 entstand eine Spielfilm-Adaption mit dem Titel Scared Straight! Another Story unter der Regie von Richard Michaels. Mit den TV-Produktionen Scared Straight! 10 Years Later (1987) und Scared Straight! 20 Years Later (1997) werden die Lebenswege der Jugendlichen weiter verfolgt. Die Filme sorgten für kontroverse Diskussionen, weil sie den Ansatz von Scared Straight favorisieren, der sich inzwischen nicht nur als unwirksam, sondern sogar kontraproduktiv erwiesen hat.
Von 2011 bis 2015 wurde auf A&E die Reality-Serie Beyond Scared Straight ausgestrahlt, die Teenager zeigte, die mit dem Gesetz in Konflikt geraten waren und die man bis zu drei Tage ins Gefängnis schickte, um sie mit der Realität des Gefängnislebens zu konfrontieren.

## Wirkung
Infolge des Films führten viele US-Bundesstaaten Scared Straight-Programme ein, um straffällige Jugendliche zu bessern.
Im April 1978 begann James Finckenauer, Professor an der Rutgers-Universität, das Scared Straight-Programm zu evaluieren, indem er eine Kontrollgruppe hinzuzog, was bis dahin noch nicht geschehen war. Seine zwei Jahre später veröffentlichte Studie kam zu dem Schluss, dass Jugendliche, die an dem Programm im Rahway Gefängnis teilnahmen, mit größerer Wahrscheinlichkeit weitere Straftaten begingen als solche, die nicht teilnahmen. 1999 befasste sich eine Folgestudie von ihm mit der Frage, warum der Scared-Straight-Ansatz trotz wissenschaftlich bewiesener Unwirksamkeit in manchen Gerichtsbarkeiten weiterhin angewendet wird.
Eine Metastudie der Ergebnisse von Scared Straight und ähnlicher Programme ergab, dass sie die Straffälligkeit aktiv erhöhten und zu höheren Rückfallquoten im Vergleich zu Kontrollgruppen führten, die nicht an Maßnahmen teilnahmen. Die Ursache für den Anstieg der Kriminalität ist unklar.
Das britische College of Policing ist ebenfalls der Meinung, dass es „qualitativ sehr hochwertige“ Beweise dafür gibt, dass Scared Straight-Programme zu einem Anstieg der Kriminalität führen.
2011 schrieben zwei Beamte des Justizministeriums ein Op-Ed in der Baltimore Sun, in dem sie Scared Straight-Programme als „unwirksam“ und „potenziell schädlich“ bezeichneten. Die Beamten, der amtierende OJJDP-Administrator Jeff Slowikowski und Laurie O. Robinson, schrieben, dass „wenn es um unsere Kinder geht“, politische Entscheidungsträger und Eltern „Fakten folgen sollten, nicht Anekdoten“.
Im Jahr 2004 schätzte das Washington State Institute for Public Policy, dass jeder US-Dollar für Scared Straight-Programme, Kosten in Höhe von 203 Dollar erzeugt.
Insgesamt zeigten mehrere Studien, dass Angstprogramme nicht funktionieren und oft zu schlechteren Ergebnissen führen.
Im Jahr 2018 sprach ein Gericht einem Mann USD 175,000 wegen einer 40 Jahre zuvor bei einer Scared Straight erfolgten Vergewaltigung durch Insassen zu.

## Nachahmer
In Detroit wurde im August 2024 ein Richter suspendiert, weil er einer Schülerin, die auf einem Schulausflug ins Gericht eingeschlafen war, Sträflingskleidung und Handschellen anlegen ließ. Ihre Einstellung habe ihn gestört und er habe ihr zeigen wollen wie ernst es vor Gericht sei. Dies nannte er seine persönliche Scared Straight-Version.